# Списък на италиански изобретения

## А
- Анемометър – изобретен от Леон Батиста Алберти през 1450
- Анестезия – използвана за първи път от италианския лекар Уго да Лука през 1200
- Автомобил – италианска дума, използвана от Франческо ди Джорджо Мартини за негови скици от 1470

## Б
- Балистика – дисциплина, изобретена и разработена от италианския математик Николо Тарталя[1]
- Банка – Генуа през 1149[2][3]
- Барометър – изобретен от Еванджелиста Торичели през 1643[4][5][6]
- Батерия – изобретена от Алесандро Волта през 1800[7][8]

## В
- Велосипед – изобретен от Леонардо да Винчи
- Вестник – 1563 година във Венеция

## Д
- Динамо – първият практически електрически генератор е описан през 1863 от Антонио Пачиноти в статия в научното списание Il nuovo cimento
- Диференциал – проектиран от Леонардо да Винчи през 1480

## Е
- Енциклопедия – изобретена от Доминико Бандини през 15 век[9]
- Електрически кабел – изобретен от Джузепе Пирели през 1884
- Електрически мотор Динамо – изобретен от Антонио Пачиноти през 1863[10]

## И
- Изкуствен бял дроб – разработен от Карло Форланини през 1882

## К
- Карбуратор – изобретен от Луиджи де Кристофорис през 1876[11][12]
- Клонинг – първият клониран кон е дело на Чезаре Гали през 2003[13]
- Кодекс[14]
- Кондом – изобретен от Габриеле Фалопио през 1564[15]

## Л
- Липосукция – медицинска процедура, въведена от д-р Джорджо Фишер през 1974

## М
- Магистрала – първата Autostrada е построена през 1921
- Медицински термометър – изобретен от Санкториус в началото на XVII век

## Н
- Нитроглицерин – за първи път синтезиран от Асканио Собреро през 1847

## О
- Одеколон – Eau de Cologne (парфюм), изобретен е от Йохан Мария Фарина през 1709[16]
- Очила – изобретени от Салвино Армати през 1280[17]

## П
- Пиано – музикален инструмент, изобретен от Бартоломео Кристофори през 1709
- Полимери – изобретени от Джулио Ната
- Полипропилен – изобретен от Джулио Ната[18]

## Р
- Радио – първото продължително радиоизлъчване е осъществено от Гулиелмо Маркони през 1895 г.
- Речник – изобретен от Амброджо Калепино през 1502 г.[19]

## Т
- Термометър – изобретен от Галилео Галилей през 1593

## У
- Университет – първият университет в света – 1087 година в Болоня

## Х
- Хеликоптер – През 1877 създаденият от Енрико Форланини хеликоптер без човек в него и задвижван от парен двигател е първата машина, издигнала се на височина 12 метра (40 фута)[20][21]

## Я
- Ядрен реактор – първият създаден от човека реактор е построен от Енрико Ферми през 1942[22]